# Onze-Lieve-Vrouwekapel (Bracht)

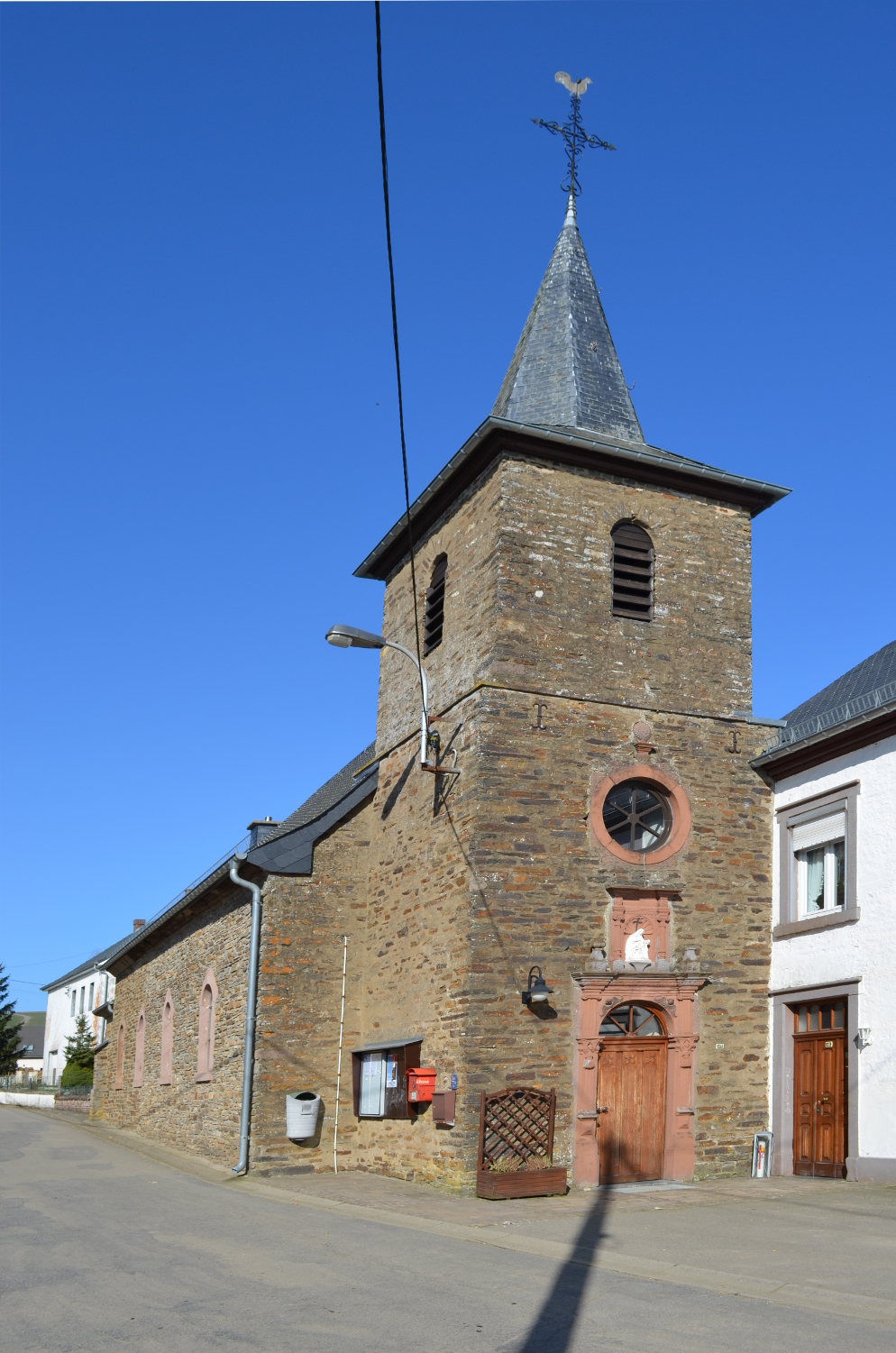
Onze-Lieve-Vrouwekapel

De Onze-Lieve-Vrouwekapel is een kapel, feitelijk een kerk, in de tot de gemeente Burg-Reuland behorende plaats Bracht in de Belgische provincie Luik.

## Geschiedenis
In 1695 werd een kapel gebouwd, die in 1704 werd ingezegend. Deze kapel was afhankelijk van de parochie van Thommen en, na 1803, van de parochie van Reuland.
In 1865 werd de kapel, vanwege bouwvalligheid, door een nieuw kerkje vervangen dat een voorgebouwde toren met achtzijdige ingesnoerde naaldspits heeft.
Bij dit kerkje zijn enkele onderdelen van de oude kapel gebruikt, en ook het oorspronkelijke kerkmeubilair is nog aanwezig. Dit betreft een 18e-eeuws altaar, voorzien van houtsnijwerk. Verder is er een eenarmige madonna die afkomstig is van het Slot Bracht. In barokstijl zijn nog de beelden van de Heilige Franciscus en de Heilige Ignatius.